# Valentina Blažević
Valentina Blažević (n. 14 februarie 1994, în Sinj) este o handbalistă din Croația care evoluează pe postul de centru pentru clubul românesc SCM Craiova și echipa națională a Croației. Anterior, Blažević a jucat pentru alte echipe românești, în perioada 2020-2022 pentru CS Măgura Cisnădie iar în perioada 2022-2024 pentru SCM Gloria Buzău. În 2020, ea a cucerit cu selecționata Croației medalia de bronz la Campionatul European.
Blažević a evoluat pentru naționala de handbal feminin a Croației la Campionatele Europene din Suedia 2016, Franța 2018, Danemarca 2020, Slovenia, Macedonia și Muntenegru 2022 și la Campionatul Mondial din Danemarca, Norvegia și Suedia 2023.

## Palmares
- Campionatul European:
  -  Medalie de bronz: 2020

- Liga Campionilor:
  - Grupe principale: 2017
  - Grupe: 2020

- Liga Europeană:
  - Grupe: 2022
  - Turul 3: 2023

- Cupa EHF:
  - Grupe: 2020

- Cupa Challenge:
  -  Finalistă: 2019

- Campionatul Poloniei:
  -  Câștigătoare: 2020

- Cupa Poloniei:
  -  Finalistă: 2018, 2019

- Cupa României:
  -  Medalie de bronz: 2022